# Clopas
Clopas (în greacă veche Κλωπᾶς, transliterat: Klōpas, în ebraică: posibil חלפי, Ḥalfi; în aramaică: חילפאי, Ḥilfài) este o figură a creștinismului timpuriu. Numele apare în Noul Testament, în special în  Ioan Ioan 19:25:
„ Lângă crucea lui Isus stătea mama sa, sora mamei sale, Maria, soția lui Clopas, și Maria Magdalena.”
El este adesea identificat cu o altă figură cu un nume similar, Cleophas (în Κλεοπᾶς), unul dintre cei doi ucenici care L-au întâlnit pe Hristos în timpul drumului spre apariția Emaus (Luca 24:13-27).
Luca 24:18
„ Atunci unul dintre ei, pe nume Cleopas, i-a răspuns: „Ești singurul vizitator al Ierusalimului”...”
Există o variație a manuscriselor grecești atât din Ioan 19:25, cât și din Luca 24 în ceea ce privește ortografia Κλ[ε]οπᾶς, iar Ioan „Clopas” este redat „Cleophas” în KJV.

## Pasaje paralele
Identitatea celorlalte femei din pasajele paralele din Matei 27:56 și Marcu 15:40 este dat ca Maria Magdalena, „Maria mama lui Iacov și a lui Ios”, și „Salomeea mama copiilor lui Zebedeu” (Matei), „Salomeea” (Marcu). Luca nu menționează femeile care veghează lângă cruce. Paralelele continuă din nou cu relatările despre înmormântare. Matei 28:1 sunt „Maria Magdalena și cealaltă Maria”, cu nici o mențiune despre mama lui Ioan Salomeea, Marcu 16:1 sunt din nou Maria Magdalena, „Maria mama lui Iacov” și Salomeea. Luca spune „ei”, Ioan o pomenește doar pe Maria Magdalena.
Ca urmare a acestor paralele, comentatorii au identificat-o pe „Maria de Clopas” cu Maria mama „lui Iacob, fiul lui Alphaeus.” Alphaeus (în greacă Ἀλφαῖος) a fost, de asemenea, numele tatălui Apostolului Matei (Marcu 2:14). Numele aramaic Hilfai (חילפאי) sau numele ebraic Halfi (חלפי‎) au fost propuse de o varietate de surse